# Шошельцы
Шошельцы — посёлок в Виноградовском районе Архангельской области. Входит в состав Борецкого сельского поселения.

## География
Посёлок Шошельцы находится на берегу левом берегу реки Нижняя Тойма (приток Северной Двины). Северная часть посёлка называется завод Метил. К югу от посёлка в Нижнюю Тойму впадает река Шошельца. Выше по течению Тоймы находятся качемские деревни Узлиха и Боровина, ниже — афанасьевские деревни Георгиевская и Часовенская.

## История
До 1989 года Шошельцы входили в состав Нижнетоемского сельсовета Верхнетоемского района, когда посёлок был включён в состав Сельменьгского сельсовета Виноградовского района. В 1992 году посёлок вошёл в состав Сельменьгской сельской администрации. В 2006 году Шошельцы вошли в состав муниципального образования «Борецкое».

## Население
| 2002 | 2010 | 2012 |
| ---- | ---- | ---- |
| 199  | ↘75  | ↘55  |

Численность населения посёлка, по данным Всероссийской переписи населения 2010 года, составляла 75 человека. В 2009 году в посёлке было 145 чел., в том числе 50 пенсионеров. В 1992 году в Шошельцах проживало 455 человек.